# 阿甘正传
《阿甘正传》（英语：Forrest Gump）是1994年的美國喜剧電影，改編自美國作家温斯顿·葛鲁姆於1986年出版的同名小說。故事讲述了智力低下但心地善良的阿甘（汤姆·汉克斯饰演）的人生经历，同时穿插讲述了20世纪下半叶美国的一些重要历史事件。影片内容与温斯顿·葛鲁姆的小说原著有很多差别。
電影由罗伯特·泽米基斯导演，埃里克·罗斯编剧，汤姆·汉克斯、羅蘋·萊特、盖瑞·辛尼兹、麥卡提·威廉森和莎莉·菲尔德主演。主要拍摄于1993年8月至12月，在佐治亚州、北卡罗来纳州和南卡罗来纳州等取景。影片运用了大量视觉特效，以将主角嵌入历史画面，同时采用了反应不同时期特色的配乐。
影片于1994年7月6日在美国上映，其视效、剧本和演员演技广受好评，成为当年北美票房最高的电影。影片上映期间在全球票房收入超过6.782亿美元，是1994年全球票房第二高的电影，仅次于《狮子王》。其原声带在全球售出超1200万份。本片荣获第67届奥斯卡金像奖最佳影片、最佳导演、最佳男演员（汤姆·汉克斯）、最佳改编剧本、最佳视效和最佳剪辑六项奖项。其也获得了其他许多奖项提名，包括金球奖、人民选择奖和青年艺术家奖等。
自影片上映以来，对主角和电影的象征意义有着不同的解释。今天，《阿甘正传》被认为是20世纪90年代的电影杰作之一，也是美国梦的代表之作。2011年，本片因“具有最大文化、历史和美学价值”入选美国国家电影登记表。

## 剧情
主角阿甘在公車站等公車，順便與其他候車者談起自己的成長故事，聽者疑信參半。故事始于20世纪50年代，阿甘还是个孩子。母亲依三K黨創始者之名给他起名“弗雷斯特”。由於天生脊椎彎曲，不得不以腿部支架幫助行走，實則雙腿並無問題，其他孩子常因此欺负他。一位名為埃尔维斯·普雷斯利的年輕房客受到阿甘行走方式的启发，发明了一种流行舞步，被称作“猫王”。
智力低下的阿甘原沒有資格就讀一般學校，母亲只好牺牲自己与校长发生关系，才被同意入學。上学第一天时，同学都不想跟他坐一起，唯独小女生珍妮願意接納，两人也成为了好朋友。珍妮常被其丧偶、酗酒的父亲虐待。阿甘被欺負时，珍妮常叫他快跑。一次，他在逃跑时腿部的支架断裂，也意外发现自己可以跑得又快又遠。凭借这种天赋，他获得了阿拉巴马大学的足球奖学金，并入选全美大學美式足球明星隊，在白宫被约翰·肯尼迪总统接见。在大学里，他目击了州长乔治·华莱士挡校门事件，并将一本掉落的书归还给薇薇安·马龙·琼斯。一次雨天，他去探視珍妮所在的大学，并和她发生尴尬的接触。
毕业后，阿甘应征入伍，其服從命令又不會自作聰明的心性在軍中如魚得水。珍妮因穿著校服為《花花公子》拍攝性感照片而遭退學，只好賣唱維生。前去探望的阿甘见珍妮被騷擾出手趕開客人，心煩的珍妮反倒斥責阿甘，自感找不到出路的她意圖投水，阿甘的天真也令她回心轉意。在知道阿甘即將赴越南作戰後，叮嚀他別充英雄，有事要快跑。
阿甘與捕虾世家出身的“布巴”成為好友，两人同意退伍后一起做捕虾生意。越南战争中，其所屬的排在巡逻时遭伏击。阿甘依珍妮所言，憑一雙快腿逃出生天，同时救下排长丹·泰勒等四名战友，但布巴还是傷重不治戰死，而丹中尉因伤势严重而双腿截肢。他为自己被阿甘救下，无法战死卻成为残疾人感到痛苦和愤怒。
從戰場上全身而退的阿甘成為英雄，返美接受林登·约翰逊总统親手頒发的荣誉勋章。阿甘糊里糊塗被捲進反战游行集会，並被推上台演講，期间軍方派人將音響弄坏。在場聽到他名字的珍妮與他重逢。珍妮帶阿甘到附近的黑豹黨總部，阿甘和珍妮男友、黑豹黨领头发生冲突。珍妮天亮後隨黑豹黨遠去旧金山，兩人再度分離。阿甘在部队中发现自己有打乒乓球的天赋，最后代表美國赴中華人民共和國參加友谊赛，見證了乒乓外交和中美关系正常化。回國後他參與電視訪談，給了一同參與的約翰·藍儂創作靈感。1972年阿甘在纽约偶遇坐輪椅領救濟金的丹中尉，談及要與布巴一同捕蝦。不以為然的丹中尉戲言要當甘船長的大副。其後並邀他及兩名應召女共度新年良宵。阿甘因受不了應召女的氣味而惹惱了她，被罵白痴，怒不可遏的丹中尉將女郎轟出去。之後阿甘会见了理查德·尼克松总统，并在水门饭店住宿，无意中协助揭露了水门事件。

珍妮生活日趨糜爛，意圖自殺又怯懦收手。阿甘退役後，卖掉代言權給繪有毛泽东的乒乓球拍，並徵得布巴家人「同意」，买了一艘捕虾船，履行对布巴的承诺。丹中尉也信守诺言，成为阿甘的大副。两人起初收穫不佳，但他们的船随后成为飓风卡门中唯一幸存的船，阿甘的虾公司自此垄断当地捕虾业，大获成功。丹中尉也不再憤世嫉俗，对阿甘表示感谢。后来阿甘回家照顾病重的母亲至離世，將公司交给丹打理。由丹投资“一家水果公司”（即苹果公司）后成为富翁，他将收益中屬於「布巴那一份」給了布巴家人，自己则替大学免費割草。

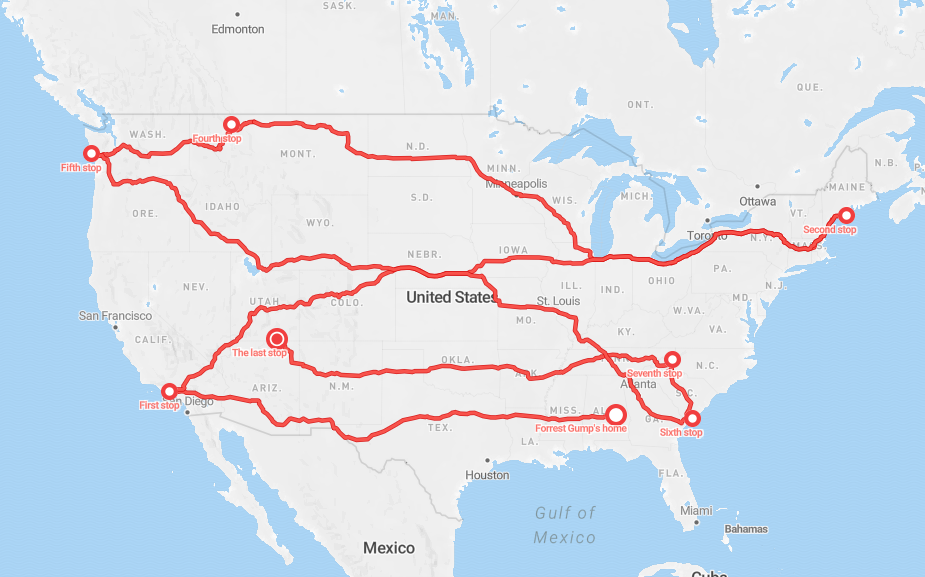
阿甘正傳中阿甘跑步穿越美国的路线

筋疲力竭的珍妮来阿甘的别墅中住了一段時日，期间阿甘的求婚遭到珍妮拒绝，阿甘非常不悅。當夜珍妮主動找阿甘溫存，承認愛意，卻在隔天拂曉不告而別。沮丧到不知如何是好的阿甘遂开始跑步，一路穿州過界橫越美國，這件事讓阿甘再度聲名大噪，引來許多跟跑的追随者。在连续了大约三年零两个半月后，阿甘决定结束跑步。之后他收到珍妮来信要求见面，影片回到开头一幕，阿甘到珍妮家团聚后，发现他们竟有了一个年幼的儿子“小阿甘”，且聰明伶俐。珍妮透露她患上一种未知且无法医治的病毒疾病（原著中描述为[丙肝]）。阿甘接受珍妮的求婚，带同“小阿甘”回到阿拉巴马州老家完婚。婚礼上，阿甘碰见装上钛合金义肢的丹中尉及其亞裔未婚妻。之后珍妮開始臥病在床，不久便去世。阿甘將珍妮葬於家附近「他們的」大樹下，并夷平了珍妮父亲的房子。
片末，阿甘陪著第一天上小学的“小阿甘”等候校車，想對兒子提點什麼，卻又自知無用。當年曾載過阿甘上學的女司機原以為小阿甘也是弱智，但聽了小阿甘的機靈談吐後露出微笑。校車離去後，阿甘繼續呆坐在椅子上，他的羽毛书签被风吹到空中飘舞。

## 演员
- 湯姆·漢克斯 飾 福雷斯特·甘：本电影主角，童年時被診斷出智商只有75，但善良朴实，勇敢真诚。

- 羅蘋·萊特·潘 飾 珍妮·柯倫（Jenny Curran）：阿甘小时候的青梅竹馬，童年時曾受到家庭暴力，具有敢於抗爭、追求自由的個性，长大后一度自甘堕落。之后成为阿甘的妻子，最後因病去世。
- 加里·辛尼斯 飾 丹尼尔·泰勒中尉（Lieutenant Daniel Taylor）：阿甘在越南战争的排長，出身軍人世家，在戰場上重伤被阿甘救回，但從此失去雙腿。战后曾过着困苦的生活，之后加入阿甘的捕虾行业，并从中脱离贫困。
- 莎莉·菲爾德 飾 甘太太（Mrs. Gump）：阿甘的母亲，喪夫后靠自己獨力養育阿甘，因癌症而去世。
- 麥卡提·威廉森 飾 班傑明·「布巴」·巴佛德-布魯（Benjamin "Bubba" Bufford-Blue）：阿甘军中的战友，口音特殊，是阿甘在部隊最好的朋友，曾和阿甘約定要經營捕蝦事業。在越南战场上不幸中彈身亡。
- 哈利·喬·奧斯蒙 飾 小福雷斯特·甘（Forrest Gump, Jr）：阿甘的兒子。

## 制作

### 剧本
影片改编自1986年溫斯頓·葛魯姆同名小说，主角均为福雷斯特·甘。然而，电影主要侧重于小说的前十一章，直接跳过小说结尾处阿甘虾业有限公司的成立和与“小阿甘”的团聚。除了跳过小说的部分内容，电影还新增了部分内容，比如小时候腿部装支架的阿甘跑遍全美国。

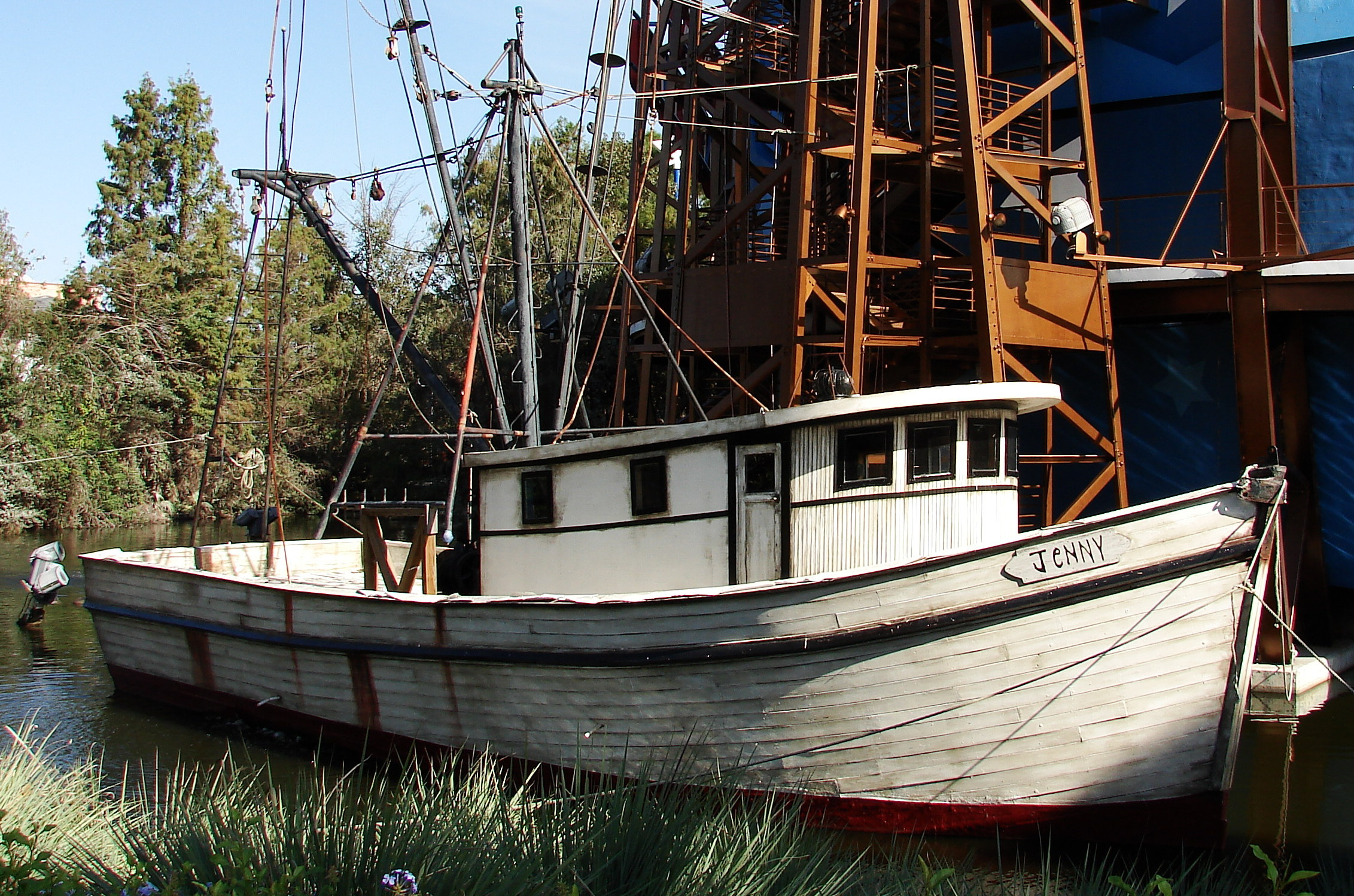
影片拍摄中使用的捕虾船“珍妮号”。

小说中阿甘的核心特征和性格也被改变，除了其他，阿甘的电影角色中缺少自闭症天才的描写——而在小说中，阿甘在大学里踢足球，不能做手工和健身，但在高级物理课上取得突出成绩，让他成为教练，以满足大学的需求。小说还提到阿甘是宇航员、职业摔跤手和棋手。
在罗伯特·泽米基斯被选中前，他和另一位导演特里·吉列姆都有机会执导本片，但吉列姆拒绝了导演的邀请。巴里·索南菲尔德也受到青睐，但却改去导演《亚当斯一家的价值观》。

### 摄制

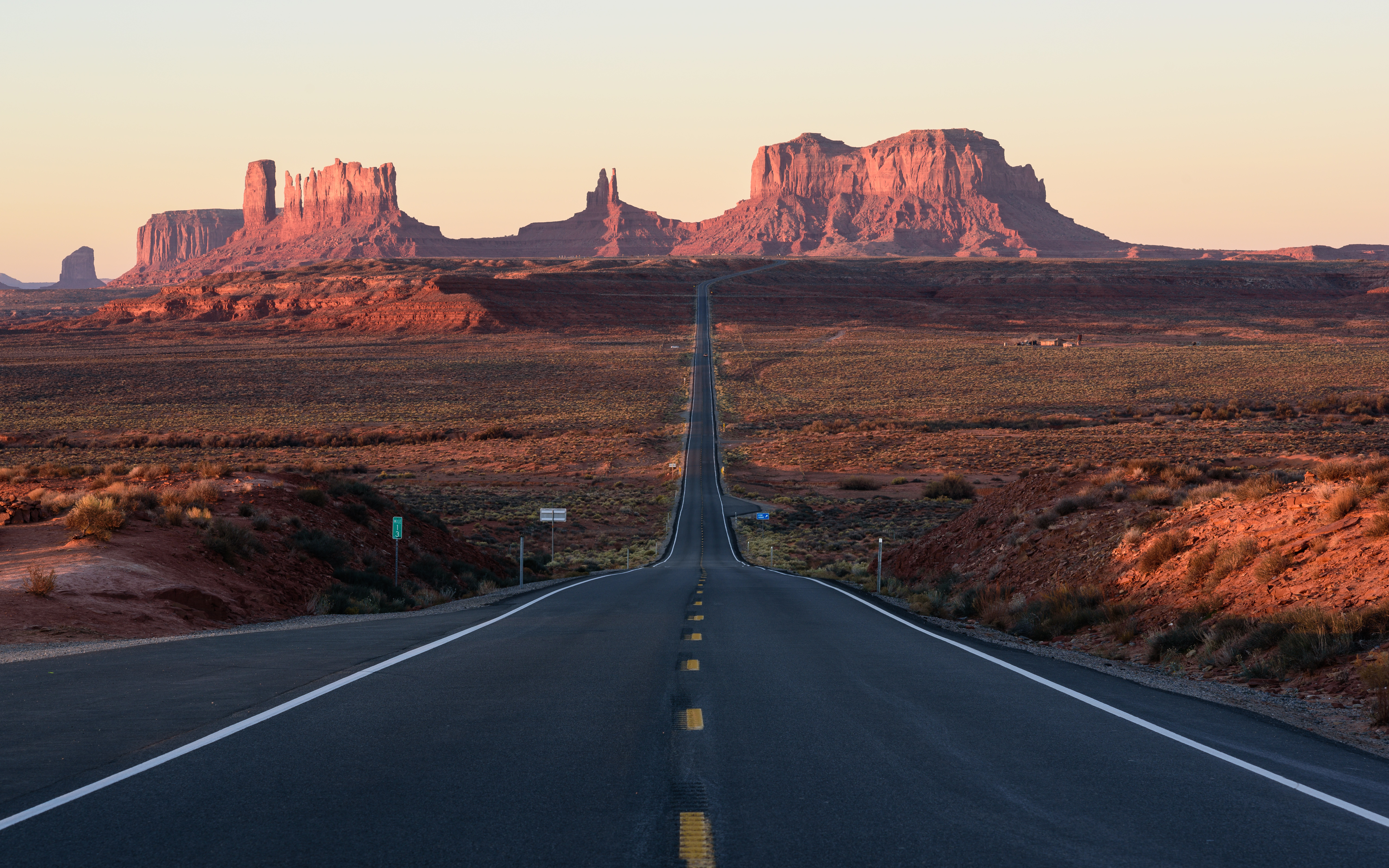
位于纪念碑谷的美国163号公路沿线，阿甘在那里结束了他的跑步。

影片于1993年8月27日开始摄制，同年12月9日结束。大多数场景设置在阿拉巴马州，但主要是在附近的南卡罗来纳州博福特和维吉尼亚州部分沿岸地区取景，包括蓝岭山行车通道的跑步镜头。虚构城镇的市区部分则是南卡罗来纳州瓦恩维尔。阿甘在越南战场火线下跑步的场景，则在南卡罗来纳州弗里普岛取景。其他取景地包括北卡罗来纳州阿什维尔的比尔特莫庄园和北卡罗来纳州布恩的蓝岭大道。最引人著名地方是祖父山的一段路名为“阿甘弯道”。阿甘一家的屋子在南卡罗来纳州雅马西附近的康巴黑河搭建，附近的土地用作珍妮的家以及越南的战场，越南场景种了20棵棕榈树。影片开头阿甘讲述他一生的故事，是在佐治亚州萨凡纳的齐佩瓦广场巴士站长凳。萨凡纳周边地区也用来取景，包括理查德·V.伍兹纪念大桥取景的跑步镜头，以及在萨凡纳西湾街接受媒体采访的场景。大学校园多数取景于洛杉矶南加州大学。阿甘首次跑步横跨大西洋是在缅因州克莱德港的马歇尔灯塔。

### 特效

阿甘与约翰·肯尼迪总统。影片中，多种特效被用来将汤姆·汉克斯（阿甘）融入各种历史人物和事件及旧镜头中。

肯·罗尔斯敦（Ken Ralston）的团队在光影魔幻工業为影片制作特效。影片中阿甘與當時名人握手的場景，採用了CGI技术。汉克斯首次戴参考标识面对蓝幕拍戏，以便调整档案影片。为了录下历史人物的声音，用上了双语音，新的对话用特效改变嘴部的运动。档案影片用上了色键、图像变形、影响变形、转描机技术等技术，配合汉克斯動作。
在越南戰爭的一處場景中，阿甘背著布巴逃離凝固汽油彈的襲擊。要創建這種效果，要用上特技演員來合成。隨後，漢克斯和威廉姆森被拍攝，威廉姆森由電纜線支撐，漢克斯帶著他跑。之後再攝製爆炸，爆炸前將演員數位化加入。噴氣式戰鬥機和凝固汽油彈罐也用CGI補充。
CGI技术去除演员加里·辛尼斯的双腿，以迎合他截肢的特点。加里的双腿用蓝色布料包裹，便于特效团队逐帧描绘他的双腿。因此，加里要坐轮椅来支持双腿，提高自己。
阿甘在林肯紀念堂水池和平集會碰見珍妮的場景，用了影片效果來創建一大群人。兩天的拍攝用上約1500名臨時演員，每個連續的鏡頭都要臨時演員重新排列，進入遠離機位的不同象限。在電腦的幫助下，又另外打造出好幾十萬人。

## 发行和反响

### 影院票房
本片用5500万美元预算制作，在全美1595家影院上映的首周末，赚得24,450,602美元。电影的商业顾问兼编剧杰弗里·希尔顿观看了电影剧本的样片后，建议制片温迪·芬纳曼将电影营销预算提升两倍，依他的意见，预算随即被提升。本片的周末票房位列第一，险胜上映第四个星期的《狮子王》。上映第10周，本片仍保持领先。电影在影院共上映42周，在北美赚取3.297亿美元票房，成为当时第四卖座的电影，仅次于《E.T.外星人》、《星際大戰四部曲：曙光乍現》和《侏罗纪公园》。
本片票房花了66天便超越2.5亿，是票房最快增长至1亿、2亿、3亿美元大关的派拉蒙电影（在当时上映而言）。本片在全球斩获6.77亿票房。即使有着可观的收入，电影仍被称为是“成功的失败”——由于发行商和参展商的花销高昂，派拉蒙亏损6200万美元，管理層意识到谈妥生意的必要性。然而，跟好莱坞的核算也有牵涉的是，费用的膨胀使得分红尽量减少。

### 家庭媒体
1995年4月27日，影片的VHS磁带首次发布，两碟装激光影碟于1995年4月28日发布（附带“阿甘之眼”特别收录内容）。两碟装DVD于2001年8月28日发布，特别收录内容包括导演和制片人的评价、制作花絮和屏幕测试片段。蓝光版于2009年11月发布。

### 荣誉
本片荣获第67届奥斯卡金像奖最佳影片、最佳男主角、最佳导演、最佳视效、最佳改编剧本和最佳剪辑。本片亦荣获金球奖最佳喜剧类电影男主角、最佳导演和最佳戏剧类影片。本片也获得六项土星奖提名，赢得最佳奇幻电影和最佳男配角。
本片出了多项大奖和提名外，也被美国电影协会的数个排行榜认可。电影在百年励志百大电影排行榜中位列第37，在百年百大电影排行榜中位列第71，在百年百大电影10周年版排行榜中位列第76。此外，台词“妈妈常说人生就像一盒巧克力，你永远不知道会得到什么。”在百年百大电影台词排行榜中位列第40。该片在《帝国》杂志的史上500大电影排行榜中位列第420。
2011年12月，《阿甘正传》列入国会图书馆国家影片登记表，以表彰电影“将阿甘数字无缝插入到复古档案影片的创新技术，文化的共鸣提升阿甘民间英雄的地位（代表了美国人的清白）。本片试图谨慎和调皮地接合历史创伤的争议方面。”

## 评价

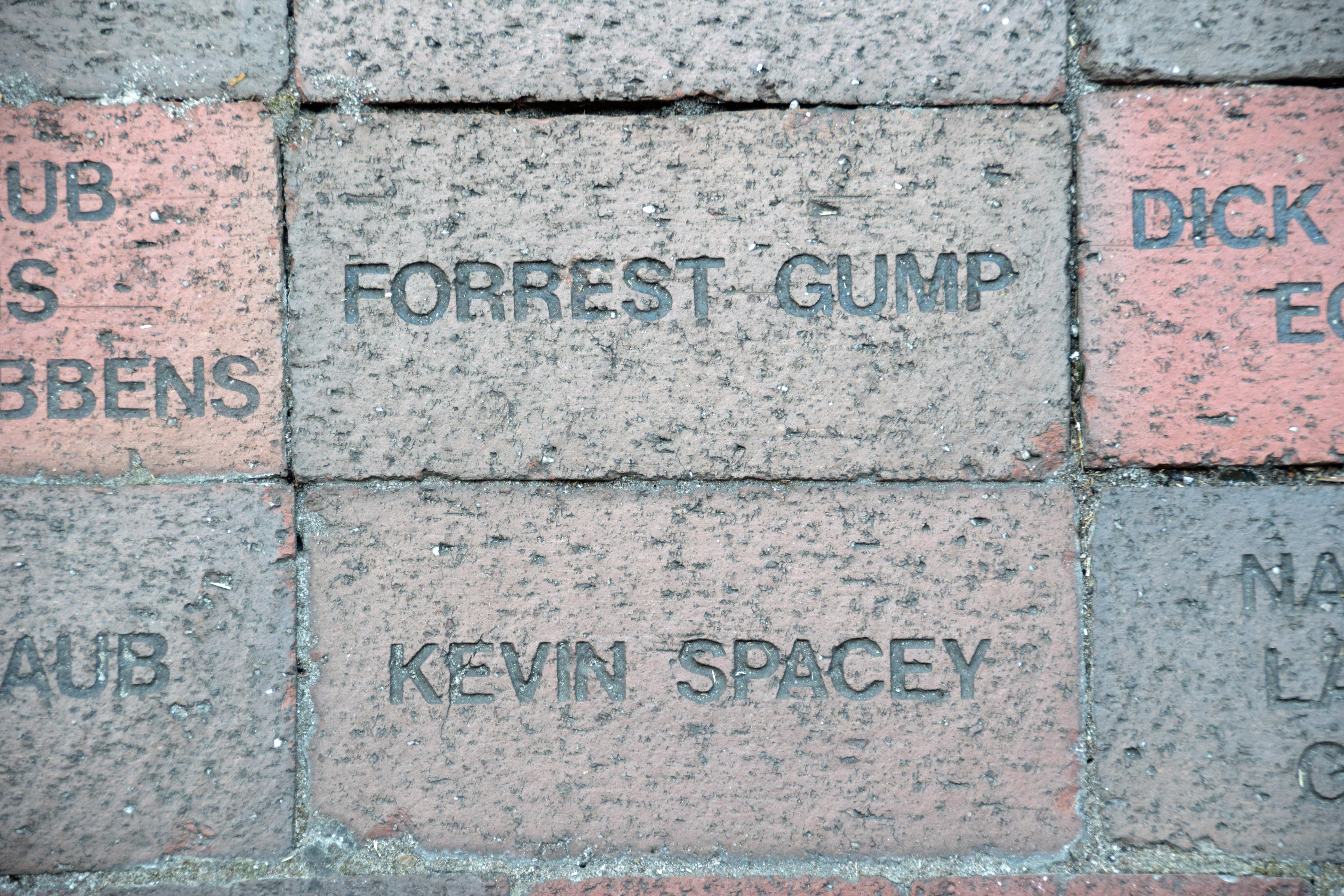
美国乔治亚州萨凡纳卢卡斯剧院前写有福雷斯特·甘的砖砖

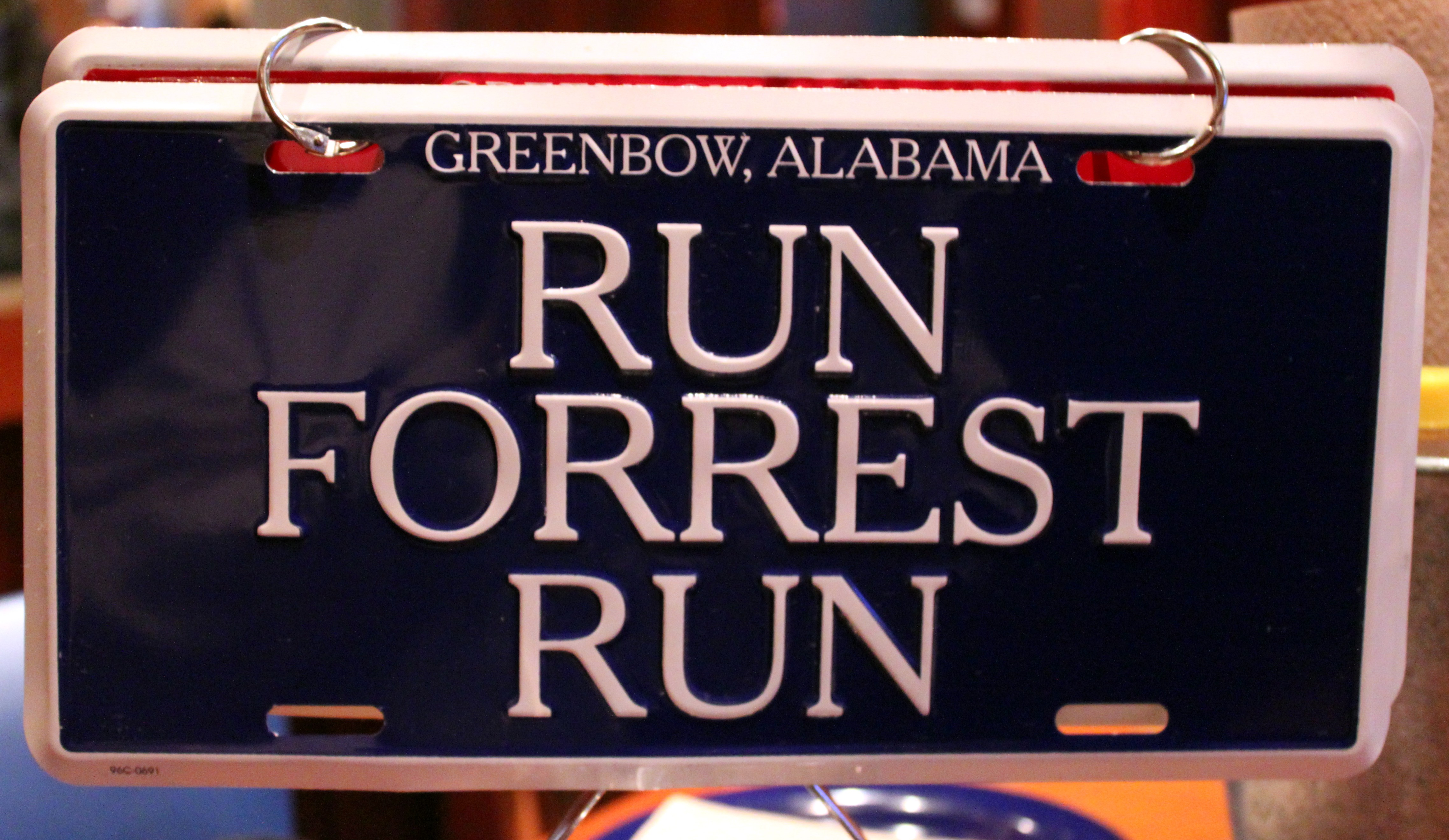
美国加利福尼亚州好莱坞Bubba Gump Shrimp餐厅内的标识，上面写有珍妮对阿甘的喊话“跑起来，阿甘”（Run Forrest Run）

本片在大众的评价中以积极褒扬居多。评论聚合网站烂番茄给予本片71%的积极评价。Metacritic基于19条主流影评人的评价，给本片打出82分（100分满分）。據CinemaScore調查，觀眾的平均評價於A+至F間为「A+」。中国大陆知名电影评价网站豆瓣电影基于200多万条评价给本片打出9.5分（10.0满分），在Top250电影中位列第三，仅次于《肖申克的救赎》和《霸王别姬》。
观众对本片两极分化式的评价常见。《娱乐周刊》2004年写道，“近十年来，影片赢得无数奖项并横扫奥斯卡奖，导演罗伯特·泽米基斯对20世纪美国的颂歌在近十年后，对其的评价仍然保持着电影界最清晰的界限。一半的人认为它是一部生造的流行情节剧，而其他人则赞不绝口，认为它像一盒巧克力一样甜。”

### 专业评价
影评人对主角的看法不一。阿甘也被拿来与各种角色和人物进行比较，包括哈克贝利·费恩、比尔·克林顿和罗纳德·里根。
其中，《芝加哥太阳报》的罗杰·艾伯特写道：“我此前从未见过一部像《阿甘正传》的电影，有些人认为影片冒着看起来更传统的风险，但我正想尝试。我猜这是一部喜剧片，或许是一场话剧，或许是一个梦。埃里克·罗斯的剧本具备现代小说的复杂性。剧情喜感和悲情相互交融的平衡令人惊叹，充斥笑声之余带来沉思……真是一部神奇的电影。”《综艺》的托德·麦卡锡认为电影“在所有层面都做得很出色，困难技术的处理让人倍感亲切，带着轻微哀求的故事演绎细腻均匀完胜史诗片。”彼得·卓木认为阿甘扮演着一位“社会调解员和救赎不同时段的代理人。”《滚石》的彼得·崔维斯称阿甘的一切“是我们所佩服的美国人形象——诚实、勇敢、忠诚”。
同时，《纽约客》的安东尼·雷恩批评电影“温暖、睿智、但令人厌倦”。《娱乐周刊》的欧文·葛莱伯曼称电影“轻浮、肤浅、单调”，并且“将过去几十年的喧嚣简化为一个虚拟现实主题公园：婴儿潮一代的美国迪士尼”。《纽约时报》评论员珍妮特·马斯林称阿甘是“空心人”，“沾沾自喜于他那幸福的愚昧，其热情是没有内涵和虚无的体现”。《帕洛阿尔托周报》的马克·文森提称主角是“一个可怜的傀儡，把生命的馅饼放在脸上，还若有所思地舔着他的手指”。布鲁斯·凯因和杰拉德·马斯特在电影史教材中指出本片是“对怀旧愁绪的美化和暗喻，因为它就像一张白纸，婴儿潮一代将他们对这些事件的记忆投射到上面”。

## 解读

### 羽毛的象征
片头和片尾处的羽毛有着多种解释。《纽约时报》的莎拉·莱尔指出关于羽毛的几点看法：“白羽毛所象征的是生命中不能承受之轻？是阿甘受损的智力？还是经验的随机性？”汤姆·汉克斯将羽毛解释为：“我们的命运只能由我们处理生活中机遇要素的方式来定义，造就羽毛的体现。它可以在任何地方降落，落在你的脚边，具有非常强大的神学意义。”莎莉·菲尔德则将羽毛比作宿命，她说：“羽毛随风飘动，无处不及，它是注定的或是偶然的？”视觉特效总监肯·罗尔斯敦则将羽毛比作抽象画：“各人有着各自的不同意义。”
这条羽毛夹在阿甘最喜欢的书《好奇的乔治》里，母亲给他读过这本书。书维系着当前的场景和20世纪40年代的童年时代。羽毛的位置是在书中猴子走钢丝图片上。不管是有意为之，还是无心插柳，象征意义可见一斑。羽毛还跟整天幻想着“变成鸟儿，飞往很远很远的地方”的珍妮有关，由于虐待她得忍受父亲。在片中，珍妮竟然问阿甘“如果（她）跳下桥，能飞起来吗？”。

### 政治内涵
汤姆·汉克斯表示“影片不谙政治，因而不作定断”。然而，1994年CNN的电视辩论节目《交火》（Crossfire）讨论影片是否宣扬保守价值观，或是控诉上世纪60年代的反文化运动。托马斯·拜尔斯在《现代小说研究》发表的文章中，称电影“积极保守”。
人们已经注意到，尽管阿甘的生活方式非常保守，但珍妮的生活充满了反文化气息，充斥着吸毒、滥交和反战集会，两人的婚姻状态最终和解。珍妮弗·海蓝德·王在《电影日刊》发表的文章中认为，珍妮死于一种不知名的病毒，象征着美国自由主义的死亡和十年抗争（20世纪60年代）的流产。她还指出，该片的编剧埃里克·罗斯根据小说开发剧本时，灌输了阿甘的所有缺陷，以及以珍妮为代表的美国人在20世纪60、70年代犯下的过激行为。
其他评论家认为，影片预测了1994年的共和党革命，借助阿甘的形象，推广运动领袖纽特·金里奇的传统保守价值观。珍妮弗·海蓝德·王指出，这部电影理想化20世纪50年代，证明了南方人阿甘的童年缺少“只留白人”的迹象，修正了20世纪60年代这个社会冲突混乱不断的时期。她认为，十年间反主流价值观的批评对比鲜明，重申保守主义。正如的政治学家乔·帕斯科特所认为，这部电影是“有史以来最优秀的电影”。王主张电影借助共和党人向国会选举中的选民，阐述“传统版近代史”，以讨好他们的思想。此外，总统候选人鲍勃·多尔认为电影的讯息给他的选举带来的影响，由于它的“……消息，让电影取得了好莱坞有史以来最伟大的票房纪录。无论身处多么大的逆境，美国梦都在每个人的范围内。”
1995年，《国家评论》将影片列入“100大保守派电影”名单 。随后，2009年该杂志将影片列为“25部最佳保守电影排行榜”第四位。“汤姆·汉克斯扮演的主角、一个和蔼可亲的傻瓜，聪明得难以拥抱20世纪60年代的致命价值观。他一生中的挚爱、罗宾·莱特·潘出色表演的角色，选择了截然不同的，成为一个被药物腐坏的嬉皮士，面对灾难性后果。”
索尔兹伯里大学通信学院教授詹姆斯·伯顿，认为保守派宣称影片少了自己的戏份，以及1994年的历史和文化背景。波顿表示荧屏的内容和宣传活动，都受到上世纪90年代文化氛围的影响，强调家庭价值和“美国价值”——是好莱坞针对美国的成功秘籍的缩影。他表示，这种气候影响了影片的非政治性质，使得不同的政治表述浮现。
伯顿指出，许多保守派评论家和杂志（如约翰·西蒙、詹姆斯·鲍曼和《世界报告》），最初无论是批评还是赞扬电影，都因为它的非政治因素。电影流行后，保守派也肯定电影接受传统价值。伯顿暗示如果电影成为了批评军事价值的发声工具，自由党左倾，能防止保守派主张纠正电影。相反，自由党左倾可以着重于电影省略的内容，如女权主义和民权运动。
一些评论家对影片的保守看法，是美国讽刺文化死亡的迹象。薇薇安·索布查克指出，影片的幽默和讽刺依赖于观众（自我）意识的假设。

## 争议
本片对于同名小说作者温斯顿·葛鲁姆的报酬曾存在争议，其本应获得35万美元的报酬，并承包了影片淨利润的3%。然而，派拉蒙和片方并未付钱给他，而是断定这部卖座电影赔了钱。相比之下，汤姆·汉克斯的薪水改用承包影片的全部营收，他和导演泽米基斯都收到4000万美元。另外，6次奥斯卡奖获奖感言无一提及葛鲁姆。
葛鲁姆与派拉蒙之争随后有了解决方案，葛鲁姆表示满意派拉蒙对核算的解释，称其与派拉蒙改编他的另一本著作《Gump & Co.》的7位数版权合約相符。

## 原声带
1994年7月6日，电影的32首配乐发布。除了亚伦·史维斯查的漫长配乐，原声带还包括猫王、佛利伍麦克、克里登斯清水复兴合唱团、艾瑞莎·弗兰克林、林纳·史金纳、三犬之夜、飞鸟乐队、门户乐团、妈妈与爸爸合唱团、布迪兄弟乐队、西蒙和加芬克尔、鲍勃·西格和水牛春田合唱团的曲目。音乐制作人乔尔·西尔回想起配乐的编制时表示：“我们希望音乐材料的辨识度很高，能查明其诞生时间，不会干扰到影片。”两碟装的专辑涵盖20世纪50-80年代许多美国艺人的音乐。西尔表示应史维斯查的要求，“所有的材料都是美国的。鲍勃对它的感觉很强烈。他觉得阿甘就爱美国货。”
原声带在公告牌二百强专辑榜位列第二，共售出1200万份，是美国最畅销的专辑之一。由艾伦·史维斯查创作的电影配乐，于1994年8月2日发布。

## 影片背景
| - 3K黨 - 貓王 - 挡校门事件 - 約翰·肯尼迪 - 越南戰爭 - 林登·约翰逊 - 華盛頓反戰集會 - 阿波羅登月 | - 乒乓外交 - 約翰·藍儂 - 理查德·尼克松 - 水門事件 - 苹果公司上市 - 吉米·卡特 - 艾滋病 |